# История одного назначения
«Исто́рия одного́ назначе́ния» — российский исторический фильм режиссёра Авдотьи Смирновой. В России в прокат вышел 6 сентября 2018 года.

## Сюжет
Фильм основан на реальных событиях. Драматическая история о сложности выбора и верности собственным идеалам. Столичный поручик Григорий Колокольцев, вдохновлённый передовыми идеями, отправляется на службу в пехотный полк в Тульскую губернию. Там происходит военное преступление. Солдату, ударившему офицера, грозит военно-полевой суд и расстрел. Колокольцев обращается за помощью к своему знакомому — графу Толстому, который берётся защищать подсудимого.

## В ролях
- Алексей Смирнов — Григорий Аполлонович Колокольцев, столичный поручик
- Евгений Харитонов — Лев Николаевич Толстой
- Филипп Гуревич — Василий Степанович Шабунин, ротный писарь[6]
- Ирина Горбачёва — Софья Андреевна Толстая
- Елизавета Янковская — Татьяна Андреевна Берс
- Игорь Золотовицкий — Николай Ильич, управляющий
- Анна Михалкова — Анна Ивановна, учительница, «нигилистка»
- Сергей Уманов — Александр Матвеевич Стасюлевич, прапорщик
- Анна Пармас — мать Дашутки
- Андрей Смирнов — Аполлон Колокольцев
- Лукаш Симлят — Казимир Брониславович Яцевич, капитан, командир роты
- Алексей Макаров — Сергей Толстой
- Кирилл Васильев — Бобылёв, фельдфебель
- Татьяна Колганова — Акулина
- Анна Рыцарева — Дашутка
- Артемий Падалка
- Сергей Четвертков — посетитель суда
- Сергей Кореньков — лакей
- Алексей Чубкин — конвоир
- Лев Летов — сын Льва Толстого
- Маргарита Литовченко
- Николай Яковлев — повар
- Геннадий Смирнов — Пётр Алексеевич Юноша, полковник
- Ольга Альбанова — Александра Андреевна Толстая
- Андрей Прошкин — Дмитрий Алексеевич Милютин
- Леонид Алимов — толстяк (в поезде)
- Даниил Шигапов — унылый (в поезде)
- Александр Завьялов — староста
- Константин Шелестун — следователь
- Вадим Сквирский — Михеев, полковой врач
- Глеб Сышко — Егор
- Данила Ипполитов — эпизод

## Создание
Съёмки проходили в музее-усадьбе Л. Н. Толстого «Ясная Поляна», в посёлке Пушкинские Горы Псковской области, в павильонах киностудии «Ленфильм», а также в петербургских музее-усадьбе Г. Р. Державина, музее-квартире Н. А. Некрасова и Доме ученых.

## Критика
Фильм получил высокие оценки кинокритиков. Антон Долин так охарактеризовал фильм: «Перед нами — едкое, горькое, злое и крайне точное размышление о либерализме в России».

## Награды
- 2018 — кинофестиваль «Кинотавр»:
  - приз за лучший сценарий им. Г. Горина (фильм «История одного назначения»)[11]
  - приз зрительских симпатий[12]
- 2018 — кинофестиваль «Край света»:
  - приз зрительских симпатий[13]
- 2019 — премия «Золотой Орел» за 2018 год:
  - приз в номинации «Лучший сценарий»[14]
- 2019 — премия «Ника» за 2018 год:
  - в номинации «Лучший сценарий»[15].